# Вальєр (Іллінойс)
Вальєр (англ. Valier) — селище (англ. village) в США, в окрузі Франклін штату Іллінойс. Населення — 554 особи (2020).

## Географія
Вальєр розташований за координатами 38°1′5″ пн. ш. 89°2′37″ зх. д. / 38.01806° пн. ш. 89.04361° зх. д. (38.017971, -89.043689).  За даними Бюро перепису населення США в 2010 році селище мало площу 2,93 км², з яких 2,91 км² — суходіл та 0,02 км² — водойми.

## Демографія
Згідно з переписом 2010 року, у селищі мешкало 669 осіб у 274 домогосподарствах у складі 193 родин. Густота населення становила 228 осіб/км².  Було 301 помешкання (103/км²).
Расовий склад населення:
| - 98,2 % — білих - 0,7 % — чорних або афроамериканців - 0,6 % — корінних американців |

До двох чи більше рас належало 0,4 %. Частка іспаномовних становила 1,0 % від усіх жителів.
За віковим діапазоном населення розподілялося таким чином: 23,8 % — особи молодші 18 років, 59,2 % — особи у віці 18—64 років, 17,0 % — особи у віці 65 років та старші. Медіана віку мешканця становила 41,5 року. На 100 осіб жіночої статі у селищі припадало 93,9 чоловіків;  на 100 жінок у віці від 18 років та старших — 94,7 чоловіків також старших 18 років.
Середній дохід на одне домашнє господарство  становив 56 128 доларів США (медіана — 38 000), а середній дохід на одну сім'ю — 79 570 доларів (медіана — 65 000). За межею бідності перебувало 21,5 % осіб, у тому числі 30,5 % дітей у віці до 18 років та 6,0 % осіб у віці 65 років та старших.
Цивільне працевлаштоване населення становило 227 осіб. Основні галузі зайнятості: освіта, охорона здоров'я та соціальна допомога — 30,4 %, роздрібна торгівля — 12,8 %, транспорт — 10,6 %, виробництво — 9,7 %.